# 克羅托內
克羅托內也称克罗顿，是位於義大利南部卡拉布里亞大區，愛奧尼亞海沿岸的一個城市。在1994年，克羅托內成為新成立的克羅托內省的首府所在地。目前有人口約6萬人。

## 历史
大约公元前710年，亚该亚人创建了这座城市，初名克罗顿，中世纪起改名为克罗托内。1994年成为新成立的克罗托内省的省会，2007年7月，其人口为61,032。
克罗顿以出产运动员闻名，为奥运会以及其他泛希腊运动会提供了很多运动员。克罗顿的医师被认为是全希腊最好的。
大约公元前530年，毕达哥拉斯在此建立教团，该组织对克罗顿政治决策有重要影响。公元前510年，一支十万人的克罗顿军队，在米羅的率领下，攻打并摧毁锡巴里斯。之后不久，发生一场暴动，毕达哥拉斯教团被驱逐出境，克罗顿建立民主制。公元前480年，克罗顿支持希腊派战舰参加塞浦路斯战役，同年在与洛克里和列吉昂的战斗中失败，这场失利标志着克罗顿衰亡的开始。锡拉丘兹的暴君狄奥尼修斯为争夺大希腊的霸权，于公元前379年攻占克罗顿，并维持统治12年。其后克罗顿又落入布鲁迪之手。公元前194年，克罗顿成为罗马的殖民地。
550年，克罗顿为东哥特国王托提拉占领，之后不久被拜占庭帝国统治。870年，阿拉伯人袭击克罗顿并屠城。大约一百年之后，神圣罗马帝国皇帝奥托二世于意大利南部发起战事消除拜占庭势力。其后，克罗顿为诺曼人统治。之后，克罗顿加入那不勒斯王国，并于1860被撒丁王国攻占，翌年加入意大利。

## 友好城市
- 英国Giannitsa 2010年
- 葡萄牙波爾圖 2010年
- 德国哈姆 2013年